# Летећи старт
Летећи старт је српска телевизијска емисија која се приказивала од 5. фебруара 2003. до 14. септембра 2009. године на ТВ Пинк и продукцији Emotion. Водитељи емисије од прве до пете сезоне били су Мики Перић, Марко Столица, Љиљана Шошкић, Сергеј Трифуновић, Маријана Мићић, Марина Мишчевић Трифуновић, Милан Калинић и Ана Михајловски (у неко краће време Тијана Стајшић), а од шесте сезоне Ана и Милан су заменили Саву Радовић и Мају Ђорђевић, а у међувремену Данијел Павловић и Ана Бебић.
Током јануара 2024. године је продукцијска кућа Emotion преко друштвене мреже YouTube објавила нових низ необјављених епизода, у коме су водитељи били замењени певачицом Сајси MC—јем, Стефанијем и водитељем Мирославом Ђуричићем, иако је нова сезона емисије још увек у току снимања.
Крајем априла 2025. године, након шеснаест година од последњег приказивања на телевизији, нове епизоде "Летећег старта" су кренуле са емитовањем на ТВ Б92.

## Опис и правила
Свака емисија прати око два водитеља, где путују по широј Србији и у осталим просторима некадашње бивше Југославије упознајући људе. Један од водитеља поставља питање особи да ли жели да се путује по иностранству или не. Штавише, највише они позадински ликови који се мало час појављују не желе да се путују, тиме одбијајући без речи или размишљају да ће да путују наредне године због нечијих обавеза.